# Норабак
Норабак (вірм. Նորաբակ) — село в марзі Гегаркунік, на сході Вірменії. Село розташоване за 12 км на південний схід від міста Варденіс.